# Alta suciedad
Alta Suciedad (читається як А́льта Сусьєда́д) — студійний альбом Андреса Каламаро, що вийшов у вересні 1997.
Запис музичного матеріалу альбому проводився у лютому 1997 року у США.
Альбом «Alta suciedad», який розійшовся тиражем більш ніж півмільйона копій (другий найбільш комерційно успішний диск аргентинського року) і став чотири рази платиновим.
«Alta suciedad» знаходиться на десятій позиції у Списку 100 найкращих альбомів аргентинського року за версією журналу Rolling Stone.
На пісні «Loco» і «Flaca» було відзнято відеокліпи.
Назва альбому є грою слів. «Alta Sociedad» — це вищий світ, а «Suciedad» перекладається як «бруд».

## Список пісень
| #   | Назва                    | Тривалість |
| --- | ------------------------ | ---------- |
| 1.  | «Alta suciedad»          | 4:27       |
| 2.  | «Todo lo demás»          | 2:50       |
| 3.  | «Donde manda marinero»   | 4:04       |
| 4.  | «Loco»                   | 3:41       |
| 5.  | «Flaca»                  | 4:47       |
| 6.  | «¿Quién asó la manteca?» | 4:25       |
| 7.  | «Media Verónica»         | 3:37       |
| 8.  | «Tercio de los sueños»   | 3:54       |
| 9.  | «Comida china»           | 2:10       |
| 10. | «Elvis está vivo»        | 3:00       |
| 11. | «Me arde»                | 3:37       |
| 12. | «Crímenes perfectos»     | 4:24       |
| 13. | «Nunca es igual»         | 7:44       |
| 14. | «Novio del olvido»       | 2:24       |
| 15. | «Catalina bahía»         | 5:12       |

## Музиканти, що брали учать у записі альбому
- Андрес Каламаро — вокал, клавішні, синтезатор, меллотрон, hand-clapper, гітара
- Х'ю МакКракен — гітара
- Марк Рібот — гітара
- Едді Мартінес — гітара
- Чарлі Дрейтон — бас-гітара
- Чак Рейні — бас-гітара
- Стів Джордан — ударні
- Кріспін Чіое — духові
- Кен Фредлі — духові
- Селесте Карбальйо — бек-вокал